# Туристичка организација Републике Српске
Туристичка организација Републике Српске (ТОРС) јавна је установа чији је оснивач Влада Републике Српске и која обавља послове на промоцији и унапређивању туризма од интереса за Републику Српску.
Стоји под надзором Министарства трговине и туризма Републике Српске.

## Органи
Органи управљања Туристичком организацијом Републике Српске су директор и Управни одбор. Именују се на период од четири године.
Директор представља и заступа ТОРС, организује и руководи радом ТОРС-а и одговара за законитост рада ТОРС-а, заједно са Координационим тијелом предлаже годишњи програм рада са финансијским планом Управном одбору, предлаже акте које усваја Управни одбор, извршава одлуке Управног одбора и предузима мјере за њихово спровођење, одговара за коришћење и располагање имовином ТОРС-а, сазива сједницу Координационог тијела и врши друге послове утврђене законом и Статутом. Директора именује и разрјешава Влада Републике Српске на предлог Министарства трговине и туризма, уз претходно спроведен поступак јавне конкуренције.
Управни одбор надлежан је да: доноси Статут, доноси годишњи програм рада са финансијским планом, усваја годишњи извјештај о пословању, са финансијским извјештајем, доноси одлуку о оснивању представништва у иностранству и информативних центара у земљи и иностранству, одлучује о коришћењу средстава у складу са законом и Статутом, одлучује о саставу, начину избора и рада чланова Координационог тијела и обавља и друге послове утврђене законом и Статутом. Управни одбор има три члана, од којих се два члана бирају посредством јавног конкурса из реда стручних лица из области туризма. Чланове Управног одбора именује и разрјешава Влада Републике Српске на предлог Министарства трговине и туризма, након спроведеног поступка јавне конкуренције. Једног члана Управног одбора делегира Привредна комора Републике Српске.

## Дјелокруг
Туристичка организација Републике Српске (ТОРС) основана је 1998. године у циљу валоризације, очувања и заштите туристичких вриједности и развоја туризма у Републици Српској. Обављала је послове: промоције и унапређивања туризма од интереса за Републику, обезбјеђивања туристичке информативно-пропагандне дјелатности Републике у земљи и иностранству, формирања и развоја информационог система у туризму и остваривања и координирања међународне сарадње у области туризма.
Туристичка организација Републике Српске обавља сљедеће послове:
1. промотивне активности у туризму:
  - програмира, организује и спроводи туристичку информативно-пропагандну дјелатност Републике у земљи и иностранству ради промовисања њених туристичких вриједности;
  - обезбјеђује информативно-пропагандна средства којима се промовишу туристичке вриједности Републике (издавачка дјелатност, огласна, електронска и аудио-визуелна средства, односи са јавношћу, наступи на сајмовима, специјализоване туристичке приредбе и манифестације, информативна дјелатност и друга промотивна средства);
2. програмске активности у туризму:
  - припрема и предлаже Министарству трговине и туризма документ План промоције туризма;
  - обједињује туристичку понуду Републике Српске и предузима мјере и активности на креирању туристичког производа и туристичког имиџа, као и активности на формирању марке (бренда) туристичких подручја;
3. координаторске активности у туризму:
  - координира активности у изради планова и програма рада туристичке организације;
  - остварује сарадњу са агенцијама и осталим привредним субјектима у туризму;
  - сарађује са туристичким заједницама и организацијама у Босни и Херцеговини, националним туристичким организацијама у другим земљама и међународним и регионалним организацијама у области туризма.

Туристичка организација Републике Српске обавља и друге активности којима се обезбјеђује успјешно спровођење промоције туризма, као и остале активности од јавног интереса у области туризма које су наложене од Министарства трговине и туризма Републике Српске. Министарство надзире законитост рада, законитост аката и степен извршења програма рада Туристичке организације Републике Српске.

## Општине и градови
Врсте туристичких организација у Републици Српској су: туристичке организације општине или града, међуопштинске туристичке организације и Туристичка организација Републике Српске (ТОРС). Све туристичке организације имају својство правног лица и уписују се у судски регистар. Органи управљања су директор и управни одбор, а основни акт је статут.
Међуопштинске туристичке организације (МТО) оснивају се за туристичка подручја/туристичке регије које су дефинисане Стратегијом развоја туризма, и то за: бањалучку, добојску, зворничко-бијељинску, сарајевску, фочанску и требињску туристичку регију.
Туристичке организације општине или града су:
| - Туристичка организација Бања Лука (ТОБЛ) - Туристичка организација Бијељина - Туристичка организација Власеница - Туристичка организација Добој (ТОД) - Туристичка организација Јахорина Град Источно Сарајево (ТОИС) - Туристичка организација Зворник (ТОгЗ) - Туристичка организација града Приједора - Туристичка организација Требиње (ТОгТ) - Туристичка организација Петрово - Туристичка организација Пелагићево - Туристичка организација Козарска Дубица - Туристичка организација Калиновик - Туристичка организација Костајница - Туристичка организација Рогатица - Туристичка организација Невесиње - Туристичка организација општине Пале | - Туристичка организација Брод - Туристичка организација Вишеград - Туристичка организација Градишка - Туристичка организација Гацко - Туристичка организација Дервента (ТОоДЕ) - Туристичка организација Лакташи (ТОоЛ) - Туристичка организација Модрича - Туристичка организација Прњавор - Туристичка организација Србац - Туристичка организација Соколац - Туристичка организација Сребреница - Спортско-туристичка организација Станари (СТОоС) - Туристичка организација Теслић - Туристичка организација Фоча - Туристичка организација Шамац - Туристичка организација Шипово |